# Вендланд
Вендланд, назив Хановерске области између Хамбурга и Хановера; некада била област словенских племена, па отуд име Вендланд, тј. земља Венда, Полапских Словена, које су Немци потчинили у средњем веку и највећим делом германизовали, изузев дела Лужичких Срба који су се одржали до данас.